# 塞內加爾狼
塞內加爾狼（學名：Canis lupaster anthus），又名灰胡狼，是一個原產於塞內加爾分佈在非洲南部的金狼亞種。

## 形態描述

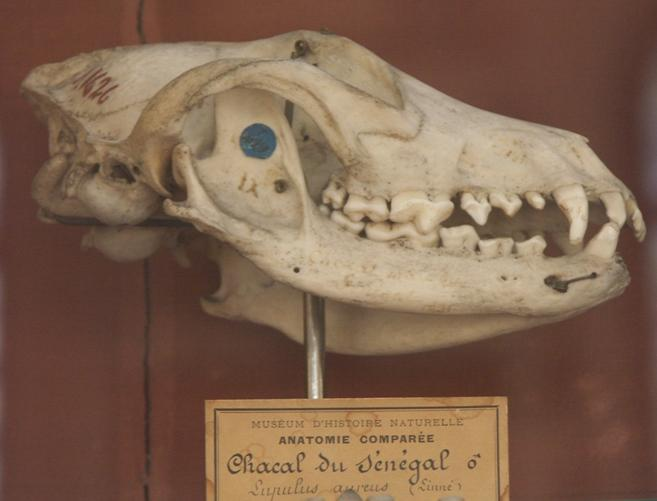
法國国家自然历史博物馆內的塞内加尔狼头骨

塞內加爾狼的肩高至少比埃及狼高一英寸（2.54厘米），身長則长幾英寸。成年塞内加尔金狼的中段约高15英寸（38.1厘米），从尾巴到枕骨长14英寸（35.56厘米）。耳朵更长，长度为7英寸（17.78釐米），头部比埃及狼更像狗。塞內加爾狼的尾巴没有鬆軟毛髮，而且較短，大約长10英寸（25.4厘米）。
塞內加爾狼的鼻子和额头是灰色的，而喉咙和下部是白色的。對比埃及狼，它缺少脖子上的黑色，也缺少背部的黑色点的斑点。它的侧面和背部是深灰色，上面有黄色。颈部呈灰色，全身以灰色為主要，特别是在脸颊和耳朵下方。上口、四肢、耳朵和尾巴的后部是纯淡黃褐色的的，而身体的其余部分是白色的。

## 飲食習慣
一项关于对生活在阿尔及利亚北部的非洲金狼的饮食研究发现，野生有蹄类动物是塞內加爾狼
的主要食物（86%），其中西方狍占46%，野猪占34%。有一次，在退潮期间，观察到一只塞内加尔狼在红树林泻湖中寻找食物。